# Toxibase
Toxibase (parfois écrit Toxi[ ]base) était sous la forme associative un réseau national d'information et de documentation, créé en 1986 et financé par la MILDT (Mission interministérielle de lutte contre la drogue et la toxicomanie).
Toxibase avait pour vocation d’informer et de documenter sur les drogues, leur usage et la toxicomanie. Pour cela Toxibase mettait a la disposition de ses utilisateurs plusieurs bases de données : une base bibliographique, une base des sites internet, une base d'outils de prévention et, en partenariat avec l’OFDT une base des recherches en cours.
L'association Toxibase a été dissoute par le gouvernement français en 2007,. Son activité de documentation a été transférée à la MILDT et aux CIRDD (Centres d'information régionaux sur les drogues et les dépendances).